# Гаоху
Гаоху (иер. трад. 高胡, упр. 高胡, ютпхин: gou1wu4, кант.-рус.: коуву, пиньинь: gāohú, палл.: гаоху, также кант. юэху кит. трад. 粵胡, упр. 粤胡) — китайский смычковый струнный инструмент, разработанный на основе эрху в 1920-х годах музыкантом и композитором Люй Вэньченом (1898—1981) и используемый в музыке Гуандуна и кантонской опере. Гаоху принадлежит семейству инструментов, родственных хуциню вместе с эрху, баньху, цзинху и сиху; его название означает «высокий [по тембру] хуцинь». Это ведущий инструмент кантонской музыки и ансамблей кантонской оперы. Хорошо известные пьесы для гаоху включают Бубугао («Всё выше и выше») и Пинху цююэ (Осенняя луна на спокойном озере).

## Конструкция и дизайн
Гаоху имеет такую же конструкцию, как и эрху, но его резонаторный ящик меньше по размеру и обычно круглый, его игровая сторона покрыта кожей питона. Две струны этого инструмента настраивают на кварту выше, чем у эрху, на соль первой октавы и ре второй. Звук гаоху имеет более яркий и светлый тон по сравнению с эрху. Поскольку у гаоху небольшой резонаторный ящик, он звучит довольно тихо.
Большинство хуциней ставят на верхнюю часть левого бедра, но на гаоху играют, зажав его между коленей.
Хотя изначально это региональный инструмент, используемый только в кантонской музыке, гаоху был заимствован в современный большой китайский оркестр и используется там наряду с эрху, баньху, виолончелью и контрабасом.

## Известные исполнители
Известные игроки на гаоху включают:
- Люй Вэньчэн (1898—1981)
- Лю Тяньи[кит.] (1910—1990)
- Гань Шанши (甘尚时, 1931—)
- Юй Цивэй[кит.] (1953—)